# Camilla Läckberg
Jean Edith Camilla Läckberg Sköld, mais conhecida como Camilla Läckberg ( ouça a pronúncia; Fjällbacka, Suécia, 30 de agosto de 1974), é uma escritora sueca de romances policiais. A sua obra está traduzida em 35 línguas, e vendida em 50 países, com uma tiragem superior a 18 milhões de cópias.  É conhecida como a Rainha Europeia do Crime e como a nova Agatha Christie.

## Biografia
Licenciou-se na Universidade de Economia de Gotemburgo antes de se mudar para Estocolmo, onde foi economista durante alguns anos. Um curso de escrita criativa levou-a a uma mudança drástica de carreira. Foi considerada a escritora sueca do ano em 2004 e 2005, e os seus quatro primeiros livros atingiram o primeiro lugar no top de vendas da Suécia. Foi a sexta autora mais lida na Europa em 2009, e a partir daí manteve-se  nos tops internacionais.
Os enredos dos seus livros são passados na pequena localidade de Fjällbacka, na Costa Ocidental da Suécia. A harmonia familiar da personagem da escritora Erica Falk contrasta com a violência dos crimes que o personagem do inspetor Patrik Hedström e da escritora Erica Falck têm de resolver.
Camilla Läckberg tem quatro filhos: Wille e Meja do seu primeiro casamento, Charlie do segundo, e Polly do seu relacionamento com Simon Sköld, lutador de MMA e escritor. Charlie é a inspiração para sua coleção de livros infantis, o Super-Charlie.

### Outros livros
- 2006 - Snöstorm och mandeldoft. Tradução literal: O Aroma das Amêndoas e Outras Histórias.. É um livro extra, com Fjälbacka como cenário.
- 2008 – Smaker från Fjällbacka. Tradução literal: Sabores de Fjällbacka. É um livro de culinária.
- 2011 – Super-Charlie
- 2011 – Fest, mat & kärlek. Tradução literal: Festa, comida e amor. É um livro de culinária.
- 2012 – Super-Charlie och gosedjurstjuven. Tradução literal: Super-Charlie e o ladrão de pelúcias.
- 2013 – Super-Charlie och mormorsmysteriet. Tradução literal: Super-Charlie e o mistério da vovó.
- 2014 - Super-Charlie & Monsterbacillerna. Tradução literal: Super-Charlie e os insetos monstros.
- 2015 - Super-Charlie och Lejonjakten. Tradução literal: Super-Charlie e a caçada ao leão.
- 2016 - Super-Charlie & den försvunna tomten - Tradução literal:Super-Charlie e o Papai Noel desaparecido.
- 2017 - Super-Charlie och Skurksystern - Tradução literal: Super-Charlie e a Irmã Malvada.

## Adaptações Televisivas
A primeira produção para a TV foi feita em 2007, baseada nos quatro primeiros livros, tendo sido estes transformados em uma sequência de filmes para a Televisão Sueca. A Princesa de Gelo e Gritos do Passado foram dirigidos por Jonas Grimås e O Cortador de Pedras e O Estranho foram dirigidos por Emiliano Goessens. Erica Falck foi interpretada por Elisabeth Carlsson e Patrik Hedström foi interpretado por Niklas Hjulström.

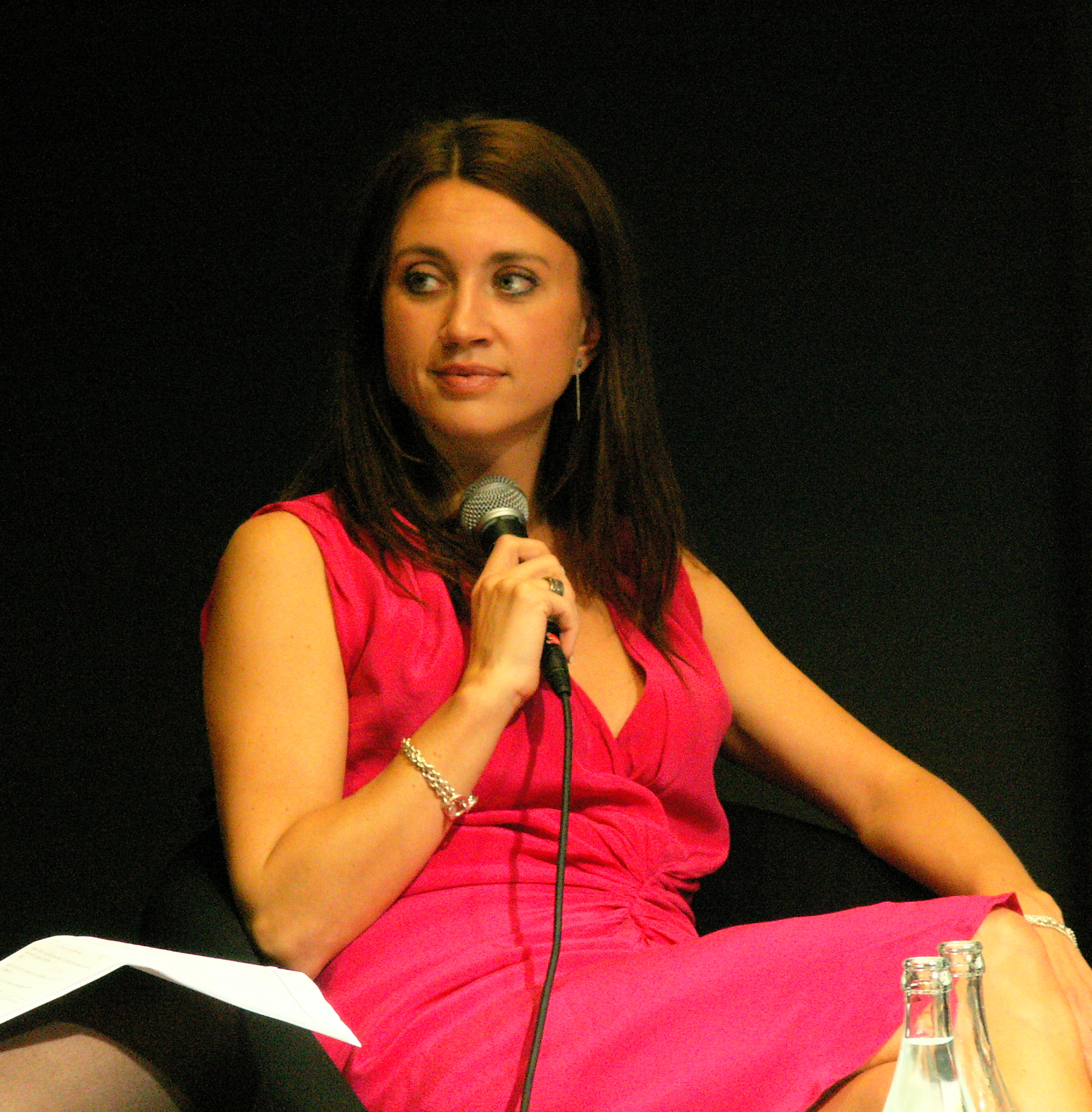
Camilla Läckberg em 2011 na Feira do Livro de Gotemburgo

Outra séride foi produzida. A filmagem da série de TV Fjällbacka começou em Agosto de 2011 baseada nos personagens dos livros, com os atores Claudia Galli e Richard Ulfsäter. Os filmes produzidos foram os seguintes:
- Camilla Läckberg: Mord in Fjällbacka – Das Familiengeheimnis, 2012 (ZDF 2013). Tradução literal: O segredo da família.
- Camilla Läckberg: Mord in Fjällbacka – Die Tränen der Santa Lucia, 2012 (ZDF 2013). Tradução literal: As lágrimas de Santa Lucia.
- Camilla Läckberg: Mord in Fjällbacka – Der Tod taucht auf, 2012 (ZDF 2013). Tradução literal: A Morte aparece.
- Camilla Läckberg: Mord in Fjällbacka – Die Hummerfehde, 2012 (ZDF 2013). Tradução literal: A briga da lagosta.

O primeiro filme para o cinema foi produzido em 2013 com a adaptação do livro Os Diários Secretos, com os mesmos atores e dirigido pelo ganhador do Oscar Per Hanefjord. Esse filme faz parte da série posteriormente laçada Fjällbackamorden, um investimento feito pela produtora Tre Vänner ("Três Amigos"), que construiu o Studio Läckberg em Tanunshede para as gravações. A série tem, atualmente, 6 episódios de aproximadamente uma hora e meia de duração.